# 艾里斯利馬素足球會
艾里斯利馬素足球會（希臘語：Άρης Λεμεσού）是位於塞浦路斯利馬索爾的職業足球會，目前於塞浦路斯足球甲級聯賽角逐。

## 外部連結
- Aris Limassol Fans Website （页面存档备份，存于）
- Aris Limassol Facebook Page （页面存档备份，存于）
- Aris Limassol Twitter Page （页面存档备份，存于）